# Hieronim Michał Puzyna
Hieronim Michał Puzyna herbu Oginiec (zm. w 1703 roku) – podsędek upicki w latach 1696–1703, stolnik upicki w latach 1683–1694, cześnik nowogródzki już w 1674 roku.
Był elektorem Jana III Sobieskiego z powiatu upickiego w 1674 roku.